# Seg kväll med Lugn
Seg kväll med Lugn var en pratshow inför publik på Teater Brunnsgatan fyra i Stockholm hösten 2002 som sändes i Sveriges Television. Värd för showen var teaterdirektören och poeten Kristina Lugn. Medverkade gjorde bland andra partiledarna Maud Olofsson och Alf Svensson. Namnet är en pastisch på Sen kväll med Luuk.